# ジョン・ポール・ゲティ3世
ジョン・ポール・ゲティ3世（John Paul Getty III、1956年11月4日 - 2011年2月5日）は、石油王J・ポール・ゲティの孫。1973年に起きた自身の誘拐事件で一躍世界の注目を浴びた。弟のマーク・ゲティは写真配信大手ゲッティイメージズの共同創業者。息子は俳優のバルサザール・ゲティである。

## 生い立ち
ジョン・ポール・ゲティ・ジュニアとアビゲイル・ハリス間の4人の子供達の内の長子。
父親がゲティ家石油事業のイタリア支部トップであった関係で、ゲティは幼児期の大半をイタリアのローマで過ごした。両親は1964年に離婚、父親は1966年にモデル・女優のタリサ・ポルと再婚した。彼らはヒッピーのライフスタイルを選択し、1960年代は主にイングランドとモロッコで暮らした。ゲティはローマのセント・ジョージ・イングリッシュスクール（後のセント・ジョージ・ブリティッシュ・インターナショナルスクール）の全寮制学校に残った。1971年初め、チャールズ・マンソンのヘルター・スケルターに触発され、一晩かけて学校の廊下をペンキで塗りたくり放校処分となる。同年7月、継母がローマでヘロインの服用過多により死去。父はイングランドへ戻ったが、ゲティはイタリアに残り自由奔放な生活を送り、ナイトクラブに入り浸り、左翼のデモに参加した。芸術家的気質があり、宝石を作り、絵を売り、映画にエキストラとして出演するなどして生計を立てていたという。

## 誘拐
1973年7月10日の午前3時、当時16歳のゲティはローマのファルネーゼ広場で誘拐された。1700万ドルの身代金を要求する脅迫状が届けられた。脅迫状が届いた時、一部の家族は彼が以前から冗談として言っていたように、単に反抗的な若者による倹約家の祖父から金を引き出すための狂言誘拐だと思った。 彼は山中の隠れ家に目隠しをされ、監禁されていた。2通目の脅迫状が届いたが、イタリアの郵便局のストライキにより配達が遅れた。ジョン・ポール・ゲティ・ジュニアは父のジャン・ゲティ卿に金を要求したが拒否された。ゲティ卿は身代金を支払ってしまうと、14人いる他の孫たちにも誘拐の危険が及ぶと主張した。1973年11月、一房の髪と切り落とされた人間の耳が入った封筒が、320万ドルを払わなければ更なる危害を加えるという脅し文句と共に日刊紙に届けられた「これはポールの耳だ。我々が10日以内に身代金を得られなければ、もう片方の耳も送る。 言い換えると彼には殆ど猶予は残されていない。」。
この時点でゲティ卿は身代金支払いに同意したが、支払ったのは所得から控除できる最大限度額の220万ドルのみであった。残りの金額は4%の利子で息子に貸し付けた。支払いを渋るゲティ卿は交渉により約290万ドルで孫を取り戻した。身代金が支払われた直後の1973年12月15日、ゲティ3世はポテンツァ県ラウリーアの給油所で生きて発見された。
誘拐犯一味として9人が逮捕された。メンバーには大工、衛生兵、前科者、オリーブ油ディーラーのみならず、ジローラモ・ピロマーリやサヴェーリオ・マンモリーティといったカラブリア州のマフィア組織ンドランゲタの幹部も含まれていた。この内2人には有罪判決が下り刑務所に送られたが、ンドランゲタのボスも含む他のメンバーは証拠不充分で無罪となった。身代金の大半は戻らなかった。1977年、ゲティは誘拐犯によって切り落された耳の再生手術を受けた。
A・J・クィネルの小説『燃える男』は、一部この事件から着想を得ている。
2017年、リドリー・スコット監督によりゲティ3世誘拐事件を元にした映画『ゲティ家の身代金』が制作された。

## 後半生
1974年、ドイツ人のジゼラ・マルティン・ツァハー（旧姓シュミット）と結婚、彼女は妊娠5ヵ月目であった。ゲティは誘拐の前から彼女と彼女の双子の姉妹ユッタを知っていた。1975年、息子バルサザールが産まれたときゲティは18歳であった。2人は1993年に離婚した。ヨーロッパ映画で俳優に挑戦、ラウル・ルイス監督の『The Territory』やヴィム・ヴェンダース監督の『ことの次第』（ルイスの映画と同時に撮られ、キャストとクルーの一部を使用している）に脇役で出演した。
ゲティはアルコール依存症と薬物依存症を抱えており、1981年にジアゼパム、メサドン、アルコールの過剰摂取により肝不全と脳梗塞を引き起こし、頸髄損傷による四肢の麻痺にくわえ、発話能力と部分的な視力を失った。その後も完全に回復する事は無く、残りの人生を重度の障害を抱えたまま過ごした。しかしながら、1987年までの日々の運動療法・物理療法・言語療法の体系的計画への並外れた意志力を示しての取り組みは、幾ばくかの回復の助けとなった。再びコンサートや映画鑑賞に出掛けられるようになり、金属フレームに身体を固定すればスキーをすることさえできた。

## 死去
2011年2月5日、ゲティはイギリス・バッキンガムシャーのワームズリーで、母アビゲイルに介護されながらの長い闘病の末に54歳で亡くなった。

## 登場する作品
- 映画『ゲティ家の身代金』（2018年） 演：チャーリー・プラマー